# FIM-92 스팅어

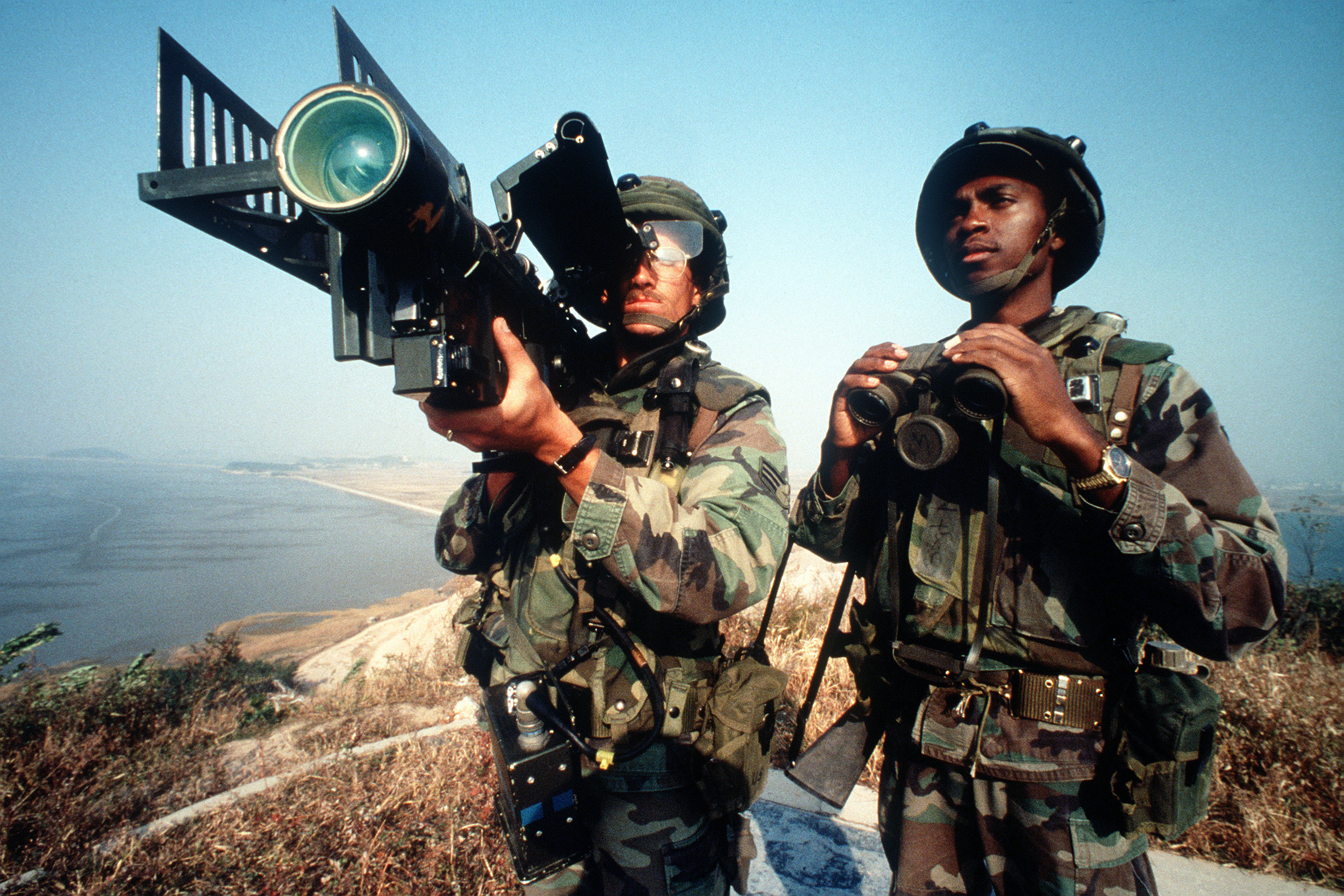
두 명의 군인이 어깨견착식 스팅어 미사일을 발사하려고 한다

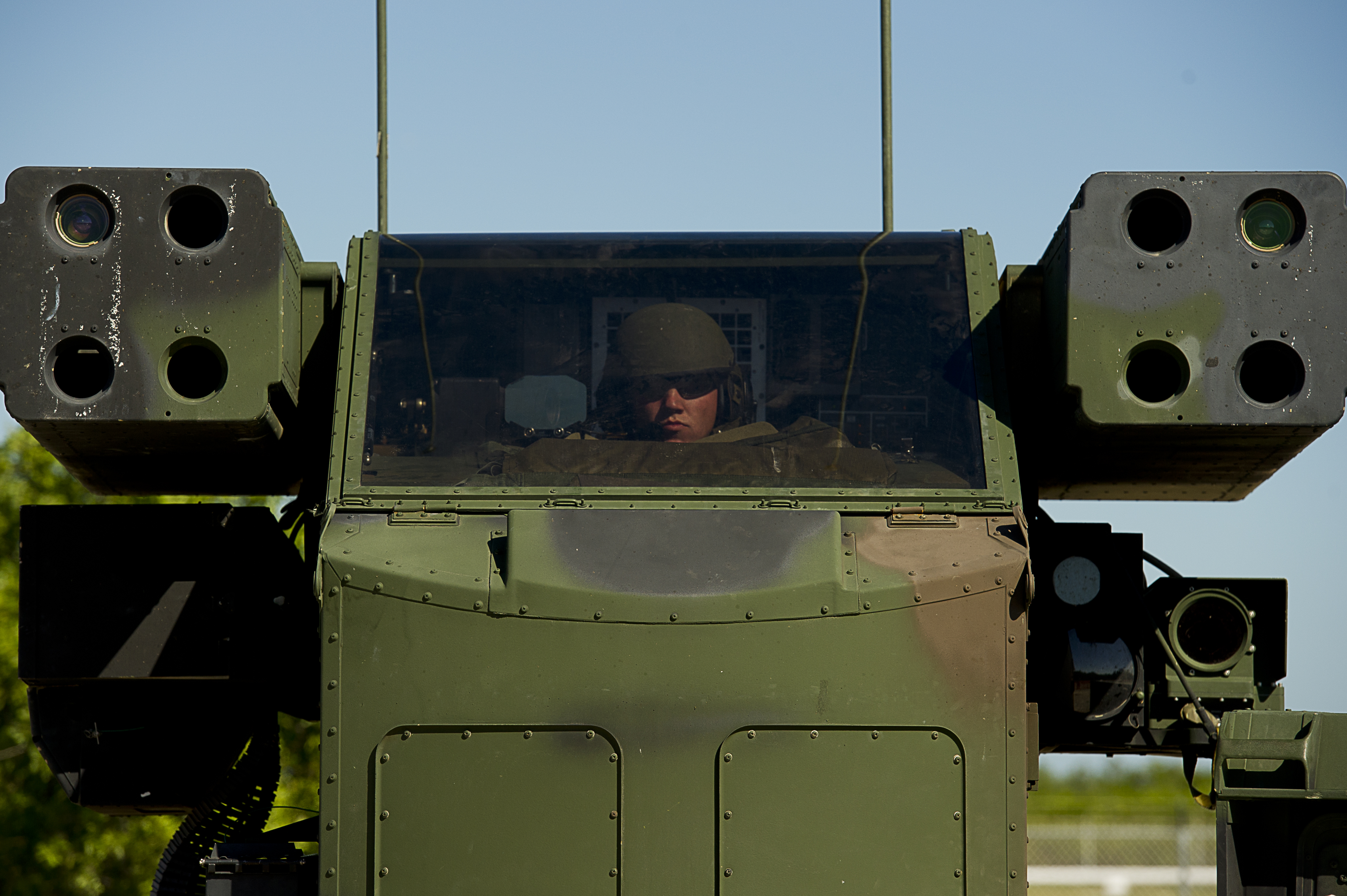
스팅어 8발을 탑재할 수 있는 AN/TWQ-1 어벤저

FIM-92 스팅어 미사일은 미국의 레이시온사가 개발, 생산하는 보병 휴대용 적외선 유도 지대공 미사일이다.
1978년 생산되어 1981년 배치 되었으며, 지금까지 270대의 비행기를 격추하였다.

## 아프가니스탄
아프가니스탄에 대한 전면전을 준비하고 있는 미국이 미제 스팅어(Stinger) 미사일 때문에 골머리를 앓고 있다. 2001년 9월 26일, 인터내셔널 뉴욕 타임스은 아프가니스탄을 집권하고 있는 탈레반이 스팅어 미사일을 최대 100기까지 보유하고있는 것으로 추정된다고 보도했다.
북한이 지난 1990년대 초반 아프가니스탄에서 스팅어 미사일을 사들인 것으로 미국 의회조사국(CRS) 보고서에서 드러났다.

## 같이 보기
- FIM-43 레드아이: 후에 스팅어로 교체된 미사일
- AIM-92 스팅어: 공대공 스팅어
- 대공전
- M-1097 Avenger: 스팅어 발사대 차량
- M6 Linebacker: M2 브레들리용 방공
- 9K38 이글라: 냉전 시절 소련의 휴대용 지대공 미사일
- 신궁 미사일: 대한민국의 국산 휴대용 지대공 미사일
- 미스트랄 미사일: 프랑스의 휴대용 지대공 미사일
- 신궁 미사일
- 미스트랄 미사일